# Habrocestum ornaticeps
Habrocestum ornaticeps är en spindelart som först beskrevs av Simon 1868.  Habrocestum ornaticeps ingår i släktet Habrocestum och familjen hoppspindlar. Inga underarter finns listade i Catalogue of Life.